# Dance the Night Away
«Dance the Night Away» es una canción grabada por el grupo femenino surcoreano Twice. Fue lanzada por JYP Entertainment el 9 de julio de 2018, como el sencillo principal de Summer Nights, álbum reedición de su quinto EP titulado What is Love?.

## Antecedentes y lanzamiento
El nuevo lanzamiento de Twice se reveló por primera vez el 7 de junio de 2018. El 18 de junio, JYP Entertainment anunció oficialmente que el grupo regresaría con un nuevo sencillo titulado «Dance the Night Away». Esta canción sería el tema principal de su álbum Summer Nights. Tanto la canción como el álbum fueron lanzados el 9 de julio en varios portales de música.

## Composición
«Dance the Night Away» fue compuesta por varios productores de música, con letra escrita por Wheesung. Fue descrita como una "canción que ofrece una melodía fresca que se adapta al clima de verano" y estaba destinada a mostrar la juventud del grupo. Es una pista de música de baile electrónica (EDM) vivaz con un ritmo alegre.
Tamar Herman de Billboard describió la canción como un "EDM veraniego y un groove pop maravilloso que rebota sobre un ritmo de graves, bronces brillantes y sintetizadores estridentes".

## Vídeo musical
El vídeo musical de «Dance the Night Away» se filmó en una playa de la Prefectura de Okinawa, Japón, a principios de junio de 2018. Dos vídeo teasers se lanzaron por primera vez el 1 y 5 de julio. El vídeo musical completo fue publicado en línea el 9 de julio. En él se presenta a las nueve miembros de Twice como náufragas que se despiertan en la playa.
Dos meses después de su lanzamiento, el vídeo musical registró 100 millones de visitas en YouTube. También ocupó el séptimo lugar en la lista de YouTube Rewind el 2018 en la categoría de los 10 vídeos musicales más populares en Corea del Sur.

## Promoción
Unas pocas horas después del lanzamiento de la canción, Twice realizó una transmisión en vivo en Naver V Live para conmemorar su regreso, donde también realizaron la coreografía completa de la canción por primera vez. El grupo también realizó «Dance the Night Away» para sus presentaciones de regreso en los programas de Corea del Sur Music Bank, Show! Music Core, Inkigayo, Show Champion y M! Countdown, del 13 al 19 de julio.

## Rendimiento comercial
La canción debutó en la cima del Gaon Digital Chart y en el K-pop Hot 100 de Billboard Corea. También alcanzó los puestos N º 2, 5 y 11 en las listas del World Digital Song Sales de Billboard, en el Billboard Japan Hot 100 y en el Oricon Digital Singles, respectivamente.
En 2019, «Dance the Night Away» superó las 100 millones de reproducciones en marzo y las 2.500.000 descargas en septiembre en Gaon Music Chart, obteniendo la primera certificación de Platino del grupo, tanto en reproducción como en descarga, por la Asociación de Contenido Musical de Corea (KMCA) desde que la certificación fue introducida en abril de 2018.

## Versión japonesa
El segundo álbum recopilatorio de Twice, #Twice2, lanzado el 6 de marzo de 2019, incluye la versión en coreano y una nueva versión en japonés de la canción. La letra japonesa fue escrita por Eri Osanai.

## Posicionamiento en listas
| Lista (2018)                             | Mejor posición |
| ---------------------------------------- | -------------- |
| Corea del Sur (Gaon)                     | 1              |
| Corea del Sur (K-Pop Hot 100)            | 1              |
| Japón (Japan Hot 100)                    | 5              |
| Japón (Digital Singles Oricon)           | 11             |
| USA (World Song Digital Sales Billboard) | 2              |

| Lista (2018)          | Mejor posición |
| --------------------- | -------------- |
| Corea del Sur (Gaon)  | 20             |
| Japón (Japan Hot 100) | 90             |
| Lista (2019)          | Mejor posición |
| Corea del Sur (Gaon)  | 75             |

## Reconocimientos

### Premios y nominaciones
| Año  | Evento                  | Premio                  | Resultado | Ref.   |
| ---- | ----------------------- | ----------------------- | --------- | ------ |
| 2018 | Gaon Chart Music Awards | Canción del año - julio | Ganador   | [ 29 ] |

### Premios en programas de música
| Programa                  | Fecha                | Ref.   |
| ------------------------- | -------------------- | ------ |
| Show Champion (MBC Music) | 18 de julio de 2018  | [ 30 ] |
| M! Countdown (Mnet)       | 19 de julio de 2018  | [ 31 ] |
| Music Bank (KBC)          | 20 de julio de 2018  | [ 32 ] |
| Music Bank (KBC)          | 3 de agosto de 2018  | [ 33 ] |
| Show! Music Core (MBC)    | 21 de julio de 2018  | [ 34 ] |
| Show! Music Core (MBC)    | 4 de agosto de 2018  | [ 35 ] |
| Show! Music Core (MBC)    | 11 de agosto de 2018 | [ 36 ] |
| Inkigayo (SBS)            | 22 de julio de 2018  | [ 37 ] |
| Inkigayo (SBS)            | 29 de julio de 2018  | [ 38 ] |
| Inkigayo (SBS)            | 5 de agosto de 2018  | [ 39 ] |

### Listas
| Publicación | Lista                                                          | Ranking | Ref.   |
| ----------- | -------------------------------------------------------------- | ------- | ------ |
| YouTube     | Top 10 - Vídeos musicales más vistos del 2018 en Corea del Sur | 7       | [ 11 ] |

### Certificaciones
| País                                               | Organismo certificador | Certificación | Ventas certificadas | Ref.      |
| Descargas                                          | Descargas              | Descargas     | Descargas           | Descargas |
| -------------------------------------------------- | ---------------------- | ------------- | ------------------- | --------- |
| Corea del Sur                                      | KMCA                   | Platino       | 2.500.000*          | [ 24 ]    |
| Streaming                                          |                        |               |                     |           |
| Corea del Sur                                      | KMCA                   | Platino       | 100.000.000*        | [ 23 ]    |
| *Cifras de ventas basadas sólo en certificaciones. |                        |               |                     |           |